# Sophronisca subrufuloides
Sophronisca subrufuloides là một loài bọ cánh cứng trong họ Cerambycidae.